# Transmissão (genética)
A transmissão genética é a transferência de informação genética de genes até outra geração, ou de uma localização na célula para outra.
Onde Existe 23 Pares Sendo o 23º o par que determina o sexo do individuo